# Mataram (Staat)
Mataram war ein Königreich von Zentraljava in Indonesien zwischen dem 8. und 10. Jahrhundert n. Chr. Es wurde von König Sanjaya gegründet. Er war auch bekannt als Gründer der Sanjaya-Dynastie. Sie regierte das Königreich, später wurde sie von der Isyana-Dynastie abgelöst. Obschon die Sanjaya-Dynastie ursprünglich durch die rivalisierende Sailendra-Dynastie an die Macht kam, wurde sie um 850 die dominierende Macht in Java und war ein ernsthafter Rivale der Hegemonie des Srivijaya-Reichs.

## Ursprung und Entstehung
Die frühen Aufzeichnungen zum Königreich von Mataram finden sich in der Canggal-Inschrift, datiert 732, die im Dorf Canggal südwestlich der Stadt Magelang entdeckt wurde. Diese Inschrift ist in Vatteluttu-Alphabet und in Sanskrit geschrieben; sie berichtet von der Errichtung eines Lingga (ein Symbol für Shiva) auf dem Hügel in dem Gebiet von „Kunjarakunja“. Dieses Gebiet ist auf einer edlen Insel namens „Yawadwipa“ (Java) zu suchen, die durch das Vorkommen von Gold und Reisanbau bevorzugt ist. Diese Inschrift berichtet, dass Yawadwipa von einem König namens Sanna regiert wird, dessen lange Regierungszeit von Weisheit und Tugend gekennzeichnet ist. Nach dem Tode von Sanna zerfällt das Reich. Verwirrt vom Verlust des Herrschers und Schutzherren, besteigt Sanjaya den Thron. Er war der Sohn von Sannaha, der Schwester Sannas. Er war ein König, der die heiligen Schriften kannte, die Kampfkunst beherrschte und auch militärisch erfolgreich war. Er eroberte Nachbargebiete rund um sein Königreich; seine weise Regentschaft sorgte für Frieden und Wohlstand im Reich für alle.
Die Könige Sanna und Sanjaya werden auch im Carita Parahyangan genannt, einem Buch aus einer späteren Zeit, das im Wesentlichen die Geschichte von Pasundan erzählt, einem Königreich im westjavanischen Sunda-Gebiet. Dieses Buch erwähnt, dass Sanna von Purbasora, dem König von Galuh, bekämpft wurde. Daraufhin zog er sich zum Merapi zurück. Später beanspruchte Sannas Nachfolger Sanjaya Sannas Königreich und regierte West-Java, Ost-Java und Bali. Er war auch in Kämpfe mit dem malaiischen Königreich und mit Keling (gegen deren König Sang Srivijaya) verwickelt. Das Hauptthema des Carita Parahyangan entspricht der Canggal-Inschrift.

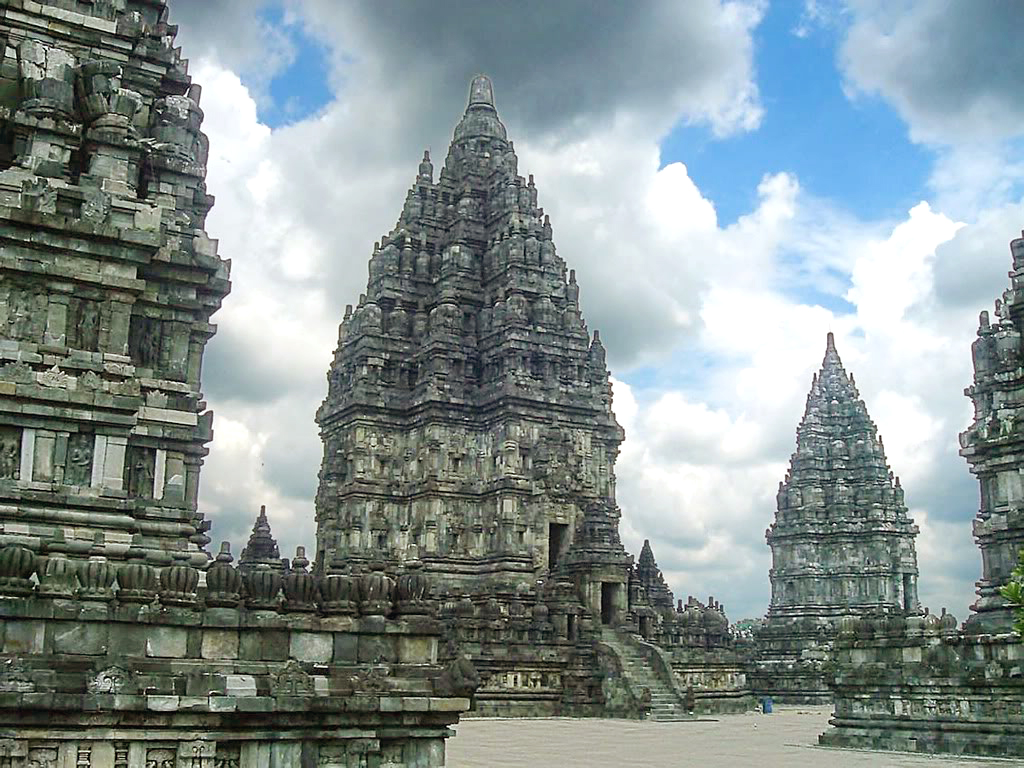
Der großartige Hindu-Tempel aus dem 9. Jahrhundert von Prambanan, Yogyakarta, wurde im Königreich Mataram errichtet.

Seit der Zeit seiner Gründung 928 wurde das Königreich von der Sanjaya-Dynastie regiert. Der erste König von Mataram war Sanjaya, der steinerne Inschriften hinterließ. Dennoch ist wenig bekannt über das Königreich jener Zeit, aufgrund der Vorherrschaft der Sailendra-Dynastie. Das Königreich hinterließ verschiedene Tempel und Monumente. Der monumentale Hindu-Tempel von Prambanan in der Nachbarschaft von Yogyakarta, der während der hinduistischen Ära von Mataram erbaut wurde, ist ein schönes Beispiel der alten Mataram-Kunst und -Architektur. Der große Tempelkomplex war Trimurti (Shiva, Brahma, Vishnu) gewidmet, den drei höchsten Gottheiten des Hindu-Pantheons. Er war der größte Hindu-Tempel, der jemals in Indonesien gebaut wurde, ein Ausweis des ungeheuren Reichtums und der kulturellen Fortschritte in diesem Königreich.

## Verlagerung nach Osten
Zu einem unbekannten Zeitpunkt wurde das Zentrum des Königreichs von König Mpu Sindok von Zentraljava nach Ostjava verlagert. Er begründete die Isyana-Dynastie. Der genaue Grund der Verlagerung ist immer noch unbekannt. Wahrscheinlich wurde sie veranlasst durch einen Ausbruch des Vulkans Merapi oder in der Folge eines Machtkampfes. Der spätere König Dharmawangsa beauftragte im Jahr 996 die Übersetzung des Mahabharata in die altjavanische Sprache.

## Zusammenbruch
Das Königreich brach am Ende von Dharmawangsas Herrschaft unter militärischem Druck seitens Srivijaya zusammen. Airlangga, ein Sohn des Königs Udayana von Bali und ein Verwandter von Dharmawangsa, errichtete das Königreich einschließlich Bali neu unter dem Namen Kahuripan. 1045 dankte Airlangga ab, um sein Leben der Askese zu widmen. Er teilte das Königreich zwischen seinen Söhnen Janggala und Panjalu von Kediri auf. Von diesem Zeitpunkt an war das Reich unter dem Namen Kediri bekannt.

## Liste der Herrscher
- Sanjaya (835–838)
- Pikatan (838–850)
- Kayuwangi (850–898)
- Balitung (898–910)
- Daksa (910–919)
- Tulodong (919–924)
- Wawa (924–929)
- Mpu Sindok (929–947)
- Sri Isyana Tunggawijaya (947–985)
- Dharmawangsa (985–1006)